# Liste des lignes de bus de Cholet
Le réseau Choletbus est formé au total de quinze lignes de bus, dont sept forment le réseau central qui dessert Cholet et huit autres lignes forment un réseau péri-urbain qui permet de desservir les communes de l'agglomération. Le réseau entier est formé de 250 points d'arrêts différents.

## Présentation
Le pôle d'échange Hôtel de Ville/Les Halles permet d'effectuer toutes les correspondances sur le réseau Choletbus.
Le réseau Choletbus fonctionne seulement en journée, il n'y a pas de service de nuit.
Les lignes de bus sont ordonnés de cette manière :
- les lignes 1 à 6 et la ligne A pour la desserte urbaine ;
- les lignes 10 à 17 pour la desserte périurbaine.

## Desserte de Cholet
La desserte de Cholet est assurée en autobus.
| Ligne | Caractéristiques | Caractéristiques | Caractéristiques                                                                     | Caractéristiques                                                                     | Caractéristiques                                                                     | Caractéristiques                                                                     | Caractéristiques                                                                     | Caractéristiques                                                                     | Caractéristiques                                                                     |
| 1     | L'Autre Faubourg ⥋ Arcole | L'Autre Faubourg ⥋ Arcole                                                                                              | L'Autre Faubourg ⥋ Arcole                                                            | L'Autre Faubourg ⥋ Arcole                                                            | L'Autre Faubourg ⥋ Arcole                                                            | L'Autre Faubourg ⥋ Arcole                                                            | L'Autre Faubourg ⥋ Arcole                                                            | L'Autre Faubourg ⥋ Arcole                                                            | L'Autre Faubourg ⥋ Arcole                                                            |
| ----- | --- | --- | ------------------------------------------------------------------------------------ | ------------------------------------------------------------------------------------ | ------------------------------------------------------------------------------------ | ------------------------------------------------------------------------------------ | ------------------------------------------------------------------------------------ | ------------------------------------------------------------------------------------ | ------------------------------------------------------------------------------------ |
| 1     | Ouverture / Fermeture 31 août 1992 / — | Longueur — | Durée 30 min                                                                         | Nb. d’arrêts —                                                                       | Matériel GX 337 GX 327                                                               | Jours de fonctionnement L, Ma, Me, J, V, S, D                                        | Jour / Soir / Nuit / Fêtes O / N / N / —                                             | Voy. / an —                                                                          | Dépôt TPC                                                                            |
| 1     | Desserte : Cholet ; principaux arrêts desservis : L’Autre Faubourg, Pagannes, gare SNCF, Hôtel de ville, Jean Monnet, Arcole. Prolongé jusqu’à Nouvelle Écosse toutes les 30 min du lundi au vendredi | |                                                                                      |                                                                                      |                                                                                      |                                                                                      |                                                                                      |                                                                                      |                                                                                      |
| 1     | Autre : Fréquence de passage : - en semaine, un bus toutes les 15 minutes de 7 h à 19 h 30) ; - le samedi et l'été, un bus toutes les 30 minutes de 7 h à 19 h 30) ; - les dimanches et jour fériés, un bus toutes les heures de 13 h à 18 h.                                                                                        | |                                                                                      |                                                                                      |                                                                                      |                                                                                      |                                                                                      |                                                                                      |                                                                                      |
| 1     | Dernière actualisation : — | |                                                                                      |                                                                                      |                                                                                      |                                                                                      |                                                                                      |                                                                                      |                                                                                      |
| 2     | Croix-Blanche ⥋ Verger | Croix-Blanche ⥋ Verger                                                                                                 | Croix-Blanche ⥋ Verger                                                               | Croix-Blanche ⥋ Verger                                                               | Croix-Blanche ⥋ Verger                                                               | Croix-Blanche ⥋ Verger                                                               | Croix-Blanche ⥋ Verger                                                               | Croix-Blanche ⥋ Verger                                                               | Croix-Blanche ⥋ Verger                                                               |
| 2     | Ouverture / Fermeture 31 août 1992 / — | Longueur — | Durée 27 min                                                                         | Nb. d’arrêts 32                                                                      | Matériel GX 337 GX 327                                                               | Jours de fonctionnement L, Ma, Me, J, V, S, D                                        | Jour / Soir / Nuit / Fêtes O / N / N / —                                             | Voy. / an —                                                                          | Dépôt TPC                                                                            |
| 2     | Desserte : Cholet ; principaux arrêts desservis : Croix-Blanche, Bretagne, Hôtel de ville, Laënnec, Verger. | |                                                                                      |                                                                                      |                                                                                      |                                                                                      |                                                                                      |                                                                                      |                                                                                      |
| 2     | Autre : Fréquence de passage : - en semaine, un bus toutes les 15 minutes de 7 h à 19 h 30) ; - le samedi et l'été, un bus toutes les 30 minutes de 7 h à 19 h 30) ; - les dimanches et jour fériés, un bus toutes les heures de 13 h à 18 h.                                                                                        | |                                                                                      |                                                                                      |                                                                                      |                                                                                      |                                                                                      |                                                                                      |                                                                                      |
| 2     | Dernière actualisation : — | |                                                                                      |                                                                                      |                                                                                      |                                                                                      |                                                                                      |                                                                                      |                                                                                      |
| 3     | Arcole ⥋ Verger | Arcole ⥋ Verger | Arcole ⥋ Verger                                                                      | Arcole ⥋ Verger                                                                      | Arcole ⥋ Verger                                                                      | Arcole ⥋ Verger                                                                      | Arcole ⥋ Verger                                                                      | Arcole ⥋ Verger                                                                      | Arcole ⥋ Verger                                                                      |
| 3     | Ouverture / Fermeture 31 août 1992 / — | Longueur — | Durée 28 min                                                                         | Nb. d’arrêts 34                                                                      | Matériel GX 337 GX 327                                                               | Jours de fonctionnement L, Ma, Me, J, V, S, D                                        | Jour / Soir / Nuit / Fêtes O / N / N / O                                             | Voy. / an —                                                                          | Dépôt TPC                                                                            |
| 3     | Desserte : Cholet ; principaux arrêts desservis : Arcole, Trémolières, Hôtel de ville, parc du Carteron, Verger. | |                                                                                      |                                                                                      |                                                                                      |                                                                                      |                                                                                      |                                                                                      |                                                                                      |
| 3     | Autre : Fréquence de passage : - en semaine, un bus toutes les 15 minutes de 7 h à 19 h 30) ; - le samedi et l'été, un bus toutes les 30 minutes de 7 h à 19 h 30) ; - les dimanches et jour fériés, un bus toutes les heures de 13 h à 18 h.                                                                                        | |                                                                                      |                                                                                      |                                                                                      |                                                                                      |                                                                                      |                                                                                      |                                                                                      |
| 3     | Dernière actualisation : — | |                                                                                      |                                                                                      |                                                                                      |                                                                                      |                                                                                      |                                                                                      |                                                                                      |
| 3a    | Verger ⥋ Bois d'Ouin | Verger ⥋ Bois d'Ouin                                                                                                   | Verger ⥋ Bois d'Ouin                                                                 | Verger ⥋ Bois d'Ouin                                                                 | Verger ⥋ Bois d'Ouin                                                                 | Verger ⥋ Bois d'Ouin                                                                 | Verger ⥋ Bois d'Ouin                                                                 | Verger ⥋ Bois d'Ouin                                                                 | Verger ⥋ Bois d'Ouin                                                                 |
| 3a    | Ouverture / Fermeture — / — | Longueur — | Durée 12 min                                                                         | Nb. d’arrêts 18                                                                      | Matériel GX 317 GX 127 GX 117                                                        | Jours de fonctionnement L, Ma, Me, J, V                                              | Jour / Soir / Nuit / Fêtes O / N / N / N                                             | Voy. / an —                                                                          | Dépôt TPC                                                                            |
| 3a    | Desserte : Cholet ; principaux arrêts desservis : Hôtel de ville, AFPA, MFR, Bois d'Ouin. | |                                                                                      |                                                                                      |                                                                                      |                                                                                      |                                                                                      |                                                                                      |                                                                                      |
| 3a    | Autre : | |                                                                                      |                                                                                      |                                                                                      |                                                                                      |                                                                                      |                                                                                      |                                                                                      |
| 3a    | Dernière actualisation : — | |                                                                                      |                                                                                      |                                                                                      |                                                                                      |                                                                                      |                                                                                      |                                                                                      |
| 4     | Musée du textile et de la mode ⥋ Le Plessis | Musée du textile et de la mode ⥋ Le Plessis                                                                            | Musée du textile et de la mode ⥋ Le Plessis                                          | Musée du textile et de la mode ⥋ Le Plessis                                          | Musée du textile et de la mode ⥋ Le Plessis                                          | Musée du textile et de la mode ⥋ Le Plessis                                          | Musée du textile et de la mode ⥋ Le Plessis                                          | Musée du textile et de la mode ⥋ Le Plessis                                          | Musée du textile et de la mode ⥋ Le Plessis                                          |
| 4     | Ouverture / Fermeture — / — | Longueur — | Durée 26 min                                                                         | Nb. d’arrêts 25                                                                      | Matériel GX 337 GX 327 GX 127                                                        | Jours de fonctionnement L, Ma, Me, J, V, S, D                                        | Jour / Soir / Nuit / Fêtes O / N / N / —                                             | Voy. / an —                                                                          | Dépôt TPC                                                                            |
| 4     | Desserte : Cholet ; principaux arrêts desservis : Musée du textile et de la mode, Francis Bouet, Hôtel de ville, Richardières, Le Plessis.A certaines heures la ligne 4 dessert aussi Eurespace en semaine tout en faisant son terminus à Musée Textile et Mode                                                                      | |                                                                                      |                                                                                      |                                                                                      |                                                                                      |                                                                                      |                                                                                      |                                                                                      |
| 4     | Autre : Fréquence de passage : - en semaine, un bus toutes les 30 minutes de 7 h à 19 h 30 ; - les dimanches et jours fériés, un bus toutes les heures de 13 h à 18 h sauf en été ; - desserte non assurée entre Musée du Textile et de la Mode et Hôtel de Ville les dimanches et jours fériés.                                     | |                                                                                      |                                                                                      |                                                                                      |                                                                                      |                                                                                      |                                                                                      |                                                                                      |
| 4     | Dernière actualisation : — | |                                                                                      |                                                                                      |                                                                                      |                                                                                      |                                                                                      |                                                                                      |                                                                                      |
| 5     | Hôtel de ville ⥋ Val de Moine/Ribou (dimanche)ainsi que certaines vacances scolaires | Hôtel de ville ⥋ Val de Moine/Ribou (dimanche)ainsi que certaines vacances scolaires                                   | Hôtel de ville ⥋ Val de Moine/Ribou (dimanche)ainsi que certaines vacances scolaires | Hôtel de ville ⥋ Val de Moine/Ribou (dimanche)ainsi que certaines vacances scolaires | Hôtel de ville ⥋ Val de Moine/Ribou (dimanche)ainsi que certaines vacances scolaires | Hôtel de ville ⥋ Val de Moine/Ribou (dimanche)ainsi que certaines vacances scolaires | Hôtel de ville ⥋ Val de Moine/Ribou (dimanche)ainsi que certaines vacances scolaires | Hôtel de ville ⥋ Val de Moine/Ribou (dimanche)ainsi que certaines vacances scolaires | Hôtel de ville ⥋ Val de Moine/Ribou (dimanche)ainsi que certaines vacances scolaires |
| 5     | Ouverture / Fermeture 3 novembre 2014 / — | Longueur 4,34 km entre l Hôtel de Ville et le Val de Moine 1,15km entre le Val de Moine et Ribou. approximativement km | Durée 15 min                                                                         | Nb. d’arrêts 11+1 ribou                                                              | Matériel GX 337 GX 327                                                               | Jours de fonctionnement L, Ma, Me, J, V, S, D                                        | Jour / Soir / Nuit / Fêtes O / N / N / O                                             | Voy. / an —                                                                          | Dépôt TPC                                                                            |
| 5     | Desserte : Cholet ; principaux arrêts desservis : Hôtel de ville, Bordage Marc, La Bruyère, Val de Moine, Ribou. | |                                                                                      |                                                                                      |                                                                                      |                                                                                      |                                                                                      |                                                                                      |                                                                                      |
| 5     | Autre : Fréquence de passage : - en semaine, un bus toutes les 30 minutes et toutes les heures en été de 7 h à 19 h 30 ; - les dimanches et jour fériés, un bus toutes les deux heures de 13 h à 18 h sauf en été ; - desserte de Ribou le dimanche.                                                                                 | |                                                                                      |                                                                                      |                                                                                      |                                                                                      |                                                                                      |                                                                                      |                                                                                      |
| 5     | Dernière actualisation : — | |                                                                                      |                                                                                      |                                                                                      |                                                                                      |                                                                                      |                                                                                      |                                                                                      |
| 6     | Langeais ⥋ Polyclinique | Langeais ⥋ Polyclinique                                                                                                | Langeais ⥋ Polyclinique                                                              | Langeais ⥋ Polyclinique                                                              | Langeais ⥋ Polyclinique                                                              | Langeais ⥋ Polyclinique                                                              | Langeais ⥋ Polyclinique                                                              | Langeais ⥋ Polyclinique                                                              | Langeais ⥋ Polyclinique                                                              |
| 6     | Ouverture / Fermeture — / — | Longueur — | Durée 26 min                                                                         | Nb. d’arrêts 25                                                                      | Matériel GX 337 GX 127                                                               | Jours de fonctionnement L, Ma, Me, J, V, S, D                                        | Jour / Soir / Nuit / Fêtes O / N / N / —                                             | Voy. / an —                                                                          | Dépôt TPC                                                                            |
| 6     | Desserte : Cholet ; principaux arrêts desservis : Langeais, Jominière, Pont de pierre, République, Hôtel de ville, Dubillot, Arcole, Polyclinique. | |                                                                                      |                                                                                      |                                                                                      |                                                                                      |                                                                                      |                                                                                      |                                                                                      |
| 6     | Autre : Fréquence de passage : - en semaine, un bus toutes 30 minutes de 7 h à 19 h 30 ; - en été, un bus toutes les 30 minutes entre Polyclinique et Hôtel de Ville et toutes les heures entre Langeais et Hôtel de Ville de 7 h à 19 h 30 ; - les dimanches et jour fériés, un bus toutes les 2 heures de 13 h à 18 h sauf en été. | |                                                                                      |                                                                                      |                                                                                      |                                                                                      |                                                                                      |                                                                                      |                                                                                      |
| 6     | Dernière actualisation : — | |                                                                                      |                                                                                      |                                                                                      |                                                                                      |                                                                                      |                                                                                      |                                                                                      |
| 6a    | Hôtel de ville ⥋ Bois Lavau | Hôtel de ville ⥋ Bois Lavau                                                                                            | Hôtel de ville ⥋ Bois Lavau                                                          | Hôtel de ville ⥋ Bois Lavau                                                          | Hôtel de ville ⥋ Bois Lavau                                                          | Hôtel de ville ⥋ Bois Lavau                                                          | Hôtel de ville ⥋ Bois Lavau                                                          | Hôtel de ville ⥋ Bois Lavau                                                          | Hôtel de ville ⥋ Bois Lavau                                                          |
| 6a    | Ouverture / Fermeture — / — | Longueur — | Durée 26 min                                                                         | Nb. d’arrêts 25                                                                      | Matériel GX 127 Heuliez GX337 HEULIEZ GX327                                          | Jours de fonctionnement L, Ma, Me, J, V                                              | Jour / Soir / Nuit / Fêtes O / N / N / N                                             | Voy. / an —                                                                          | Dépôt TPC                                                                            |
| 6a    | Desserte : Cholet ; principaux arrêts desservis : Bois Lavau, République, Hôtel de ville. | |                                                                                      |                                                                                      |                                                                                      |                                                                                      |                                                                                      |                                                                                      |                                                                                      |
| 6a    | Autre : | |                                                                                      |                                                                                      |                                                                                      |                                                                                      |                                                                                      |                                                                                      |                                                                                      |
| 6a    | Dernière actualisation : — | |                                                                                      |                                                                                      |                                                                                      |                                                                                      |                                                                                      |                                                                                      |                                                                                      |
| A     | Eurespace ⥋ Le Plessis | Eurespace ⥋ Le Plessis                                                                                                 | Eurespace ⥋ Le Plessis                                                               | Eurespace ⥋ Le Plessis                                                               | Eurespace ⥋ Le Plessis                                                               | Eurespace ⥋ Le Plessis                                                               | Eurespace ⥋ Le Plessis                                                               | Eurespace ⥋ Le Plessis                                                               | Eurespace ⥋ Le Plessis                                                               |
| A     | Ouverture / Fermeture 2010 / — | Longueur — | Durée 25 min                                                                         | Nb. d’arrêts 26                                                                      | Matériel GX 337 GX 327 GX 127                                                        | Jours de fonctionnement L, Ma, Me, J, V                                              | Jour / Soir / Nuit / Fêtes O / N / N / N                                             | Voy. / an —                                                                          | Dépôt TPC                                                                            |
| A     | Desserte : Cholet ; principaux arrêts desservis : Le Plessis, Champ Vallée, Parc du Carteron, Mangin, gare SNCF, Tuilerie, Eurespace. | |                                                                                      |                                                                                      |                                                                                      |                                                                                      |                                                                                      |                                                                                      |                                                                                      |
| A     | Autre : ligne reliant le quartier du Plessis à Eurespace en direct et à certains horaires desservant le domaine universitaire. | |                                                                                      |                                                                                      |                                                                                      |                                                                                      |                                                                                      |                                                                                      |                                                                                      |
| A     | Dernière actualisation : — | |                                                                                      |                                                                                      |                                                                                      |                                                                                      |                                                                                      |                                                                                      |                                                                                      |

### Ligne Express pour rejoindre les zones industrielles
Ces lignes de bus permettent de rejoindre les zones industrielles du Cormier et de l’Écuyère depuis l'Hôtel de ville en semaine.
| Ligne | Caractéristiques | Caractéristiques                                | Caractéristiques                                | Caractéristiques                                | Caractéristiques                                | Caractéristiques                                | Caractéristiques                                | Caractéristiques                                | Caractéristiques                                |
| 1a    | Hôtel de ville ⥋ Le Cormier | Hôtel de ville ⥋ Le Cormier                     | Hôtel de ville ⥋ Le Cormier                     | Hôtel de ville ⥋ Le Cormier                     | Hôtel de ville ⥋ Le Cormier                     | Hôtel de ville ⥋ Le Cormier                     | Hôtel de ville ⥋ Le Cormier                     | Hôtel de ville ⥋ Le Cormier                     | Hôtel de ville ⥋ Le Cormier                     |
| ----- | --- | ----------------------------------------------- | ----------------------------------------------- | ----------------------------------------------- | ----------------------------------------------- | ----------------------------------------------- | ----------------------------------------------- | ----------------------------------------------- | ----------------------------------------------- |
| 1a    | Ouverture / Fermeture 2011 / — | Longueur —                                      | Durée —                                         | Nb. d’arrêts 11                                 | Matériel GX 337 GX 327 GX 127                   | Jours de fonctionnement L, Ma, Me, J, V         | Jour / Soir / Nuit / Fêtes O / N / N / N        | Voy. / an —                                     | Dépôt TPC                                       |
| 1a    | Desserte : Cholet ; principaux arrêts desservis : Hôtel de ville, Kennedy, Arcole, Cassini, Le Cormier.( gare SNCF à certaines heures ) |                                                 |                                                 |                                                 |                                                 |                                                 |                                                 |                                                 |                                                 |
| 1a    | Autre : ligne de bus pour rejoindre en direct la zone industrielle du Cormier.                                                          |                                                 |                                                 |                                                 |                                                 |                                                 |                                                 |                                                 |                                                 |
| 1a    | Dernière actualisation : — |                                                 |                                                 |                                                 |                                                 |                                                 |                                                 |                                                 |                                                 |
| 1b    | Hôtel de ville ⥋ zone industrielle de l’Écuyère                                                                                         | Hôtel de ville ⥋ zone industrielle de l’Écuyère | Hôtel de ville ⥋ zone industrielle de l’Écuyère | Hôtel de ville ⥋ zone industrielle de l’Écuyère | Hôtel de ville ⥋ zone industrielle de l’Écuyère | Hôtel de ville ⥋ zone industrielle de l’Écuyère | Hôtel de ville ⥋ zone industrielle de l’Écuyère | Hôtel de ville ⥋ zone industrielle de l’Écuyère | Hôtel de ville ⥋ zone industrielle de l’Écuyère |
| 1b    | Ouverture / Fermeture 2011 / — | Longueur —                                      | Durée 11 min                                    | Nb. d’arrêts 5                                  | Matériel GX 337 GX 327 GX 127                   | Jours de fonctionnement L, Ma, Me, J, V         | Jour / Soir / Nuit / Fêtes O / N / N / N        | Voy. / an —                                     | Dépôt TPC                                       |
| 1b    | Desserte : Cholet ; principaux arrêts desservis : Hôtel de ville ; zone industrielle de l’Écuyère.                                      |                                                 |                                                 |                                                 |                                                 |                                                 |                                                 |                                                 |                                                 |
| 1b    | Autre : ligne de bus pour rejoindre en direct la zone industrielle de l’Écuyère.                                                        |                                                 |                                                 |                                                 |                                                 |                                                 |                                                 |                                                 |                                                 |
| 1b    | Dernière actualisation : — |                                                 |                                                 |                                                 |                                                 |                                                 |                                                 |                                                 |                                                 |

## Réseau périurbain
La desserte de l'agglomération choletaise se fait en autocar et est effectué par des sociétés de transports privés.
| Ligne | Caractéristiques | Caractéristiques                                                         | Caractéristiques                                                         | Caractéristiques                                                         | Caractéristiques                                                         | Caractéristiques                                                         | Caractéristiques                                                         | Caractéristiques                                                         | Caractéristiques                                                         |
| 10    | La Romagne ↔ La Séguinière ⥋ Cholet                                                                                            | La Romagne ↔ La Séguinière ⥋ Cholet                                      | La Romagne ↔ La Séguinière ⥋ Cholet                                      | La Romagne ↔ La Séguinière ⥋ Cholet                                      | La Romagne ↔ La Séguinière ⥋ Cholet                                      | La Romagne ↔ La Séguinière ⥋ Cholet                                      | La Romagne ↔ La Séguinière ⥋ Cholet                                      | La Romagne ↔ La Séguinière ⥋ Cholet                                      | La Romagne ↔ La Séguinière ⥋ Cholet                                      |
| ----- | --- | ------------------------------------------------------------------------ | ------------------------------------------------------------------------ | ------------------------------------------------------------------------ | ------------------------------------------------------------------------ | ------------------------------------------------------------------------ | ------------------------------------------------------------------------ | ------------------------------------------------------------------------ | ------------------------------------------------------------------------ |
| 10    | Ouverture / Fermeture — / — | Longueur —                                                               | Durée —                                                                  | Nb. d’arrêts 19                                                          | Matériel Autocars                                                        | Jours de fonctionnement L, Ma, Me, J, V, S                               | Jour / Soir / Nuit / Fêtes O / N / N / N                                 | Voy. / an —                                                              | Exploitant Augereau autocars                                             |
| 10    | Desserte : Cholet, La Séguinière et La Romagne                                                                                 |                                                                          |                                                                          |                                                                          |                                                                          |                                                                          |                                                                          |                                                                          |                                                                          |
| 10    | Autre : |                                                                          |                                                                          |                                                                          |                                                                          |                                                                          |                                                                          |                                                                          |                                                                          |
| 10    | Dernière actualisation : — |                                                                          |                                                                          |                                                                          |                                                                          |                                                                          |                                                                          |                                                                          |                                                                          |
| 11    | Bégrolles-en-Mauges ↔ Le May-sur-Èvre ↔ Saint-Léger-sous-Cholet ⥋ Cholet                                                       | Bégrolles-en-Mauges ↔ Le May-sur-Èvre ↔ Saint-Léger-sous-Cholet ⥋ Cholet | Bégrolles-en-Mauges ↔ Le May-sur-Èvre ↔ Saint-Léger-sous-Cholet ⥋ Cholet | Bégrolles-en-Mauges ↔ Le May-sur-Èvre ↔ Saint-Léger-sous-Cholet ⥋ Cholet | Bégrolles-en-Mauges ↔ Le May-sur-Èvre ↔ Saint-Léger-sous-Cholet ⥋ Cholet | Bégrolles-en-Mauges ↔ Le May-sur-Èvre ↔ Saint-Léger-sous-Cholet ⥋ Cholet | Bégrolles-en-Mauges ↔ Le May-sur-Èvre ↔ Saint-Léger-sous-Cholet ⥋ Cholet | Bégrolles-en-Mauges ↔ Le May-sur-Èvre ↔ Saint-Léger-sous-Cholet ⥋ Cholet | Bégrolles-en-Mauges ↔ Le May-sur-Èvre ↔ Saint-Léger-sous-Cholet ⥋ Cholet |
| 11    | Ouverture / Fermeture — / — | Longueur —                                                               | Durée —                                                                  | Nb. d’arrêts 22                                                          | Matériel Autocars                                                        | Jours de fonctionnement L, Ma, Me, J, V, S                               | Jour / Soir / Nuit / Fêtes O / N / N / N                                 | Voy. / an —                                                              | Exploitant Voyages Besson et Godineau                                    |
| 11    | Desserte : Cholet, Bégrolles-en-Mauges, Le May-sur-Èvre et Saint-Léger-sous-Cholet                                             |                                                                          |                                                                          |                                                                          |                                                                          |                                                                          |                                                                          |                                                                          |                                                                          |
| 11    | Autre : |                                                                          |                                                                          |                                                                          |                                                                          |                                                                          |                                                                          |                                                                          |                                                                          |
| 11    | Dernière actualisation : — |                                                                          |                                                                          |                                                                          |                                                                          |                                                                          |                                                                          |                                                                          |                                                                          |
| 12    | Trémentines ↔ Nuaillé ⥋ Cholet                                                                                                 | Trémentines ↔ Nuaillé ⥋ Cholet                                           | Trémentines ↔ Nuaillé ⥋ Cholet                                           | Trémentines ↔ Nuaillé ⥋ Cholet                                           | Trémentines ↔ Nuaillé ⥋ Cholet                                           | Trémentines ↔ Nuaillé ⥋ Cholet                                           | Trémentines ↔ Nuaillé ⥋ Cholet                                           | Trémentines ↔ Nuaillé ⥋ Cholet                                           | Trémentines ↔ Nuaillé ⥋ Cholet                                           |
| 12    | Ouverture / Fermeture — / — | Longueur —                                                               | Durée —                                                                  | Nb. d’arrêts 24                                                          | Matériel Autocars                                                        | Jours de fonctionnement L, Ma, Me, J, V, S                               | Jour / Soir / Nuit / Fêtes O / N / N / N                                 | Voy. / an —                                                              | Exploitant Voyages Godineau                                              |
| 12    | Desserte : Cholet, Trémentines et Nuaillé                                                                                      |                                                                          |                                                                          |                                                                          |                                                                          |                                                                          |                                                                          |                                                                          |                                                                          |
| 12    | Autre : cette desserte est également assurée par la ligne 7 du réseau Aléop (autocars de la Compagnie des autocars de l'Anjou) |                                                                          |                                                                          |                                                                          |                                                                          |                                                                          |                                                                          |                                                                          |                                                                          |
| 12    | Dernière actualisation : — |                                                                          |                                                                          |                                                                          |                                                                          |                                                                          |                                                                          |                                                                          |                                                                          |
| 13    | Lys-Haut-Layon ↔ Coron ↔ Chanteloup ↔ Vezins ↔ Nuaillé ⥋ Cholet                                                                | Lys-Haut-Layon ↔ Coron ↔ Chanteloup ↔ Vezins ↔ Nuaillé ⥋ Cholet          | Lys-Haut-Layon ↔ Coron ↔ Chanteloup ↔ Vezins ↔ Nuaillé ⥋ Cholet          | Lys-Haut-Layon ↔ Coron ↔ Chanteloup ↔ Vezins ↔ Nuaillé ⥋ Cholet          | Lys-Haut-Layon ↔ Coron ↔ Chanteloup ↔ Vezins ↔ Nuaillé ⥋ Cholet          | Lys-Haut-Layon ↔ Coron ↔ Chanteloup ↔ Vezins ↔ Nuaillé ⥋ Cholet          | Lys-Haut-Layon ↔ Coron ↔ Chanteloup ↔ Vezins ↔ Nuaillé ⥋ Cholet          | Lys-Haut-Layon ↔ Coron ↔ Chanteloup ↔ Vezins ↔ Nuaillé ⥋ Cholet          | Lys-Haut-Layon ↔ Coron ↔ Chanteloup ↔ Vezins ↔ Nuaillé ⥋ Cholet          |
| 13    | Ouverture / Fermeture — / — | Longueur —                                                               | Durée —                                                                  | Nb. d’arrêts 19                                                          | Matériel Autocars                                                        | Jours de fonctionnement L, Ma, Me, J, V, S                               | Jour / Soir / Nuit / Fêtes O / N / N / N                                 | Voy. / an —                                                              | Exploitant Voyages Besson                                                |
| 13    | Desserte : Cholet, Nuaillé, Chanteloup-les-Bois, Lys-Haut-Layon, Coron et Vezins                                               |                                                                          |                                                                          |                                                                          |                                                                          |                                                                          |                                                                          |                                                                          |                                                                          |
| 13    | Autre : cette desserte est également assurée par la ligne 6 du réseau Aléop (Voyages Audouard et Voyages Besson)               |                                                                          |                                                                          |                                                                          |                                                                          |                                                                          |                                                                          |                                                                          |                                                                          |
| 13    | Dernière actualisation : — |                                                                          |                                                                          |                                                                          |                                                                          |                                                                          |                                                                          |                                                                          |                                                                          |
| 14    | La Plaine ↔ Yzernay ↔ Toutlemonde ↔ Mazières ⥋ Cholet                                                                          | La Plaine ↔ Yzernay ↔ Toutlemonde ↔ Mazières ⥋ Cholet                    | La Plaine ↔ Yzernay ↔ Toutlemonde ↔ Mazières ⥋ Cholet                    | La Plaine ↔ Yzernay ↔ Toutlemonde ↔ Mazières ⥋ Cholet                    | La Plaine ↔ Yzernay ↔ Toutlemonde ↔ Mazières ⥋ Cholet                    | La Plaine ↔ Yzernay ↔ Toutlemonde ↔ Mazières ⥋ Cholet                    | La Plaine ↔ Yzernay ↔ Toutlemonde ↔ Mazières ⥋ Cholet                    | La Plaine ↔ Yzernay ↔ Toutlemonde ↔ Mazières ⥋ Cholet                    | La Plaine ↔ Yzernay ↔ Toutlemonde ↔ Mazières ⥋ Cholet                    |
| 14    | Ouverture / Fermeture — / — | Longueur —                                                               | Durée —                                                                  | Nb. d’arrêts 24                                                          | Matériel Autocars                                                        | Jours de fonctionnement L, Ma, Me, J, V, S                               | Jour / Soir / Nuit / Fêtes O / N / N / N                                 | Voy. / an —                                                              | Exploitant Voyages Richou                                                |
| 14    | Desserte : Cholet , Toutlemonde, Yzernay, La Plaine et Mazières-en-Mauges                                                      |                                                                          |                                                                          |                                                                          |                                                                          |                                                                          |                                                                          |                                                                          |                                                                          |
| 14    | Autre : |                                                                          |                                                                          |                                                                          |                                                                          |                                                                          |                                                                          |                                                                          |                                                                          |
| 14    | Dernière actualisation : — |                                                                          |                                                                          |                                                                          |                                                                          |                                                                          |                                                                          |                                                                          |                                                                          |
| 15    | La Tessoualle ↔ Le Puy St Bonnet ⥋ Cholet                                                                                      | La Tessoualle ↔ Le Puy St Bonnet ⥋ Cholet                                | La Tessoualle ↔ Le Puy St Bonnet ⥋ Cholet                                | La Tessoualle ↔ Le Puy St Bonnet ⥋ Cholet                                | La Tessoualle ↔ Le Puy St Bonnet ⥋ Cholet                                | La Tessoualle ↔ Le Puy St Bonnet ⥋ Cholet                                | La Tessoualle ↔ Le Puy St Bonnet ⥋ Cholet                                | La Tessoualle ↔ Le Puy St Bonnet ⥋ Cholet                                | La Tessoualle ↔ Le Puy St Bonnet ⥋ Cholet                                |
| 15    | Ouverture / Fermeture — / — | Longueur —                                                               | Durée —                                                                  | Nb. d’arrêts 20                                                          | Matériel Autocars                                                        | Jours de fonctionnement L, Ma, Me, J, V, S                               | Jour / Soir / Nuit / Fêtes O / N / N / N                                 | Voy. / an —                                                              | Exploitant Sovetours                                                     |
| 15    | Desserte : Cholet, La Tessoualle et Le Puy-Saint-Bonnet                                                                        |                                                                          |                                                                          |                                                                          |                                                                          |                                                                          |                                                                          |                                                                          |                                                                          |
| 15    | Autre : |                                                                          |                                                                          |                                                                          |                                                                          |                                                                          |                                                                          |                                                                          |                                                                          |
| 15    | Dernière actualisation : — |                                                                          |                                                                          |                                                                          |                                                                          |                                                                          |                                                                          |                                                                          |                                                                          |
| 16    | Saint Christophe-du-Bois ⥋ Cholet                                                                                              | Saint Christophe-du-Bois ⥋ Cholet                                        | Saint Christophe-du-Bois ⥋ Cholet                                        | Saint Christophe-du-Bois ⥋ Cholet                                        | Saint Christophe-du-Bois ⥋ Cholet                                        | Saint Christophe-du-Bois ⥋ Cholet                                        | Saint Christophe-du-Bois ⥋ Cholet                                        | Saint Christophe-du-Bois ⥋ Cholet                                        | Saint Christophe-du-Bois ⥋ Cholet                                        |
| 16    | Ouverture / Fermeture — / — | Longueur —                                                               | Durée —                                                                  | Nb. d’arrêts 20                                                          | Matériel Autocars                                                        | Jours de fonctionnement L, Ma, Me, J, V, S                               | Jour / Soir / Nuit / Fêtes O / N / N / N                                 | Voy. / an —                                                              | Exploitant Sovetours                                                     |
| 16    | Desserte : Cholet et Saint-Christophe-du-Bois                                                                                  |                                                                          |                                                                          |                                                                          |                                                                          |                                                                          |                                                                          |                                                                          |                                                                          |
| 16    | Autre : |                                                                          |                                                                          |                                                                          |                                                                          |                                                                          |                                                                          |                                                                          |                                                                          |
| 16    | Dernière actualisation : — |                                                                          |                                                                          |                                                                          |                                                                          |                                                                          |                                                                          |                                                                          |                                                                          |
| 17    | Somloire ↔ Les Cerqueux ↔ Maulévrier ⥋ Cholet                                                                                  | Somloire ↔ Les Cerqueux ↔ Maulévrier ⥋ Cholet                            | Somloire ↔ Les Cerqueux ↔ Maulévrier ⥋ Cholet                            | Somloire ↔ Les Cerqueux ↔ Maulévrier ⥋ Cholet                            | Somloire ↔ Les Cerqueux ↔ Maulévrier ⥋ Cholet                            | Somloire ↔ Les Cerqueux ↔ Maulévrier ⥋ Cholet                            | Somloire ↔ Les Cerqueux ↔ Maulévrier ⥋ Cholet                            | Somloire ↔ Les Cerqueux ↔ Maulévrier ⥋ Cholet                            | Somloire ↔ Les Cerqueux ↔ Maulévrier ⥋ Cholet                            |
| 17    | Ouverture / Fermeture 1er septembre 2017 / —                                                                                   | Longueur —                                                               | Durée —                                                                  | Nb. d’arrêts —                                                           | Matériel Autocars                                                        | Jours de fonctionnement L, Ma, Me, J, V, S                               | Jour / Soir / Nuit / Fêtes O / N / N / N                                 | Voy. / an —                                                              | Exploitant Voyages Richou                                                |
| 17    | Desserte : Cholet, Somloire, Les Cerqueux et Maulévrier                                                                        |                                                                          |                                                                          |                                                                          |                                                                          |                                                                          |                                                                          |                                                                          |                                                                          |
| 17    | Autre : |                                                                          |                                                                          |                                                                          |                                                                          |                                                                          |                                                                          |                                                                          |                                                                          |
| 17    | Dernière actualisation : — |                                                                          |                                                                          |                                                                          |                                                                          |                                                                          |                                                                          |                                                                          |                                                                          |

## Logos

Ancien logo du réseau Choletbus.
Ancien logo du réseau Choletbus.
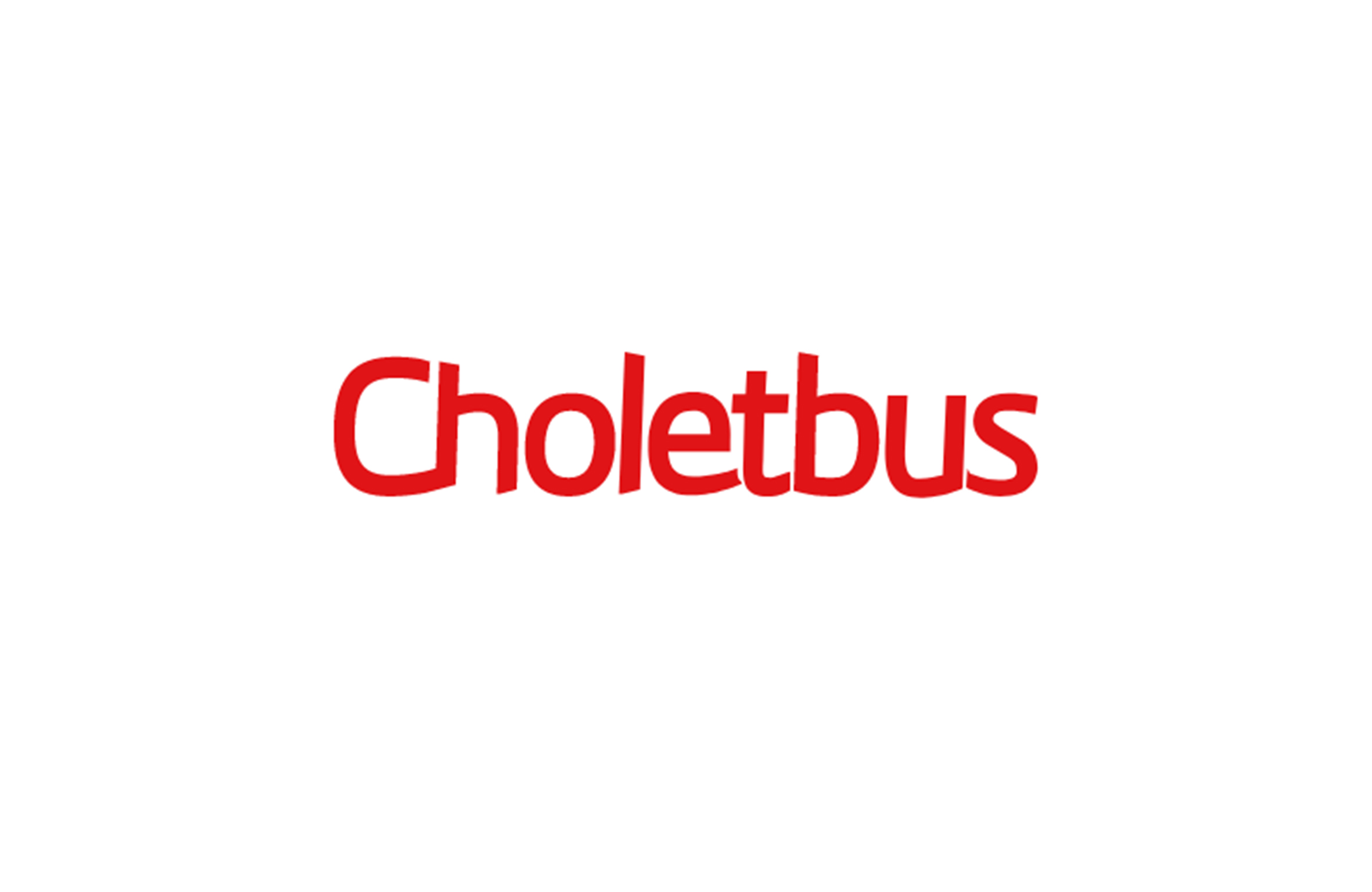
Logo actuel du réseau Choletbus.